# Ophiocopa spatula
Ophiocopa spatula är en ormstjärneart som beskrevs av George Richard Lyman 1883. Ophiocopa spatula ingår i släktet Ophiocopa och familjen knotterormstjärnor. Inga underarter finns listade i Catalogue of Life.